# 星際大戰
《星球大戰》是美國发行，以史詩太空歌劇為主題的跨媒體作品，本系列由乔治·卢卡斯創作，源自1977年的同名電影。
从1970年代末到1980年代，盧卡斯出品了《星際大戰》三部曲。他曾説第一部星戰（第四部曲）的人物及故事是參照日本導演黑澤明的《戰國英豪》（隠し砦の三悪人）所創作而成；原三部曲以二戰英德大戰為架構並融入美國西部片及日本武士刀劇的節奏；藴涵了太空冒險、希臘神話的大視野制作。这部太空歌剧中所使用的特效技術重新定義並改變了往後太空科幻片的未來發展。
1990年代末，基於各界要求又拍摄了原三部曲之前的故事，稱“星战前传”。同时他把最初的三部曲改为六部系列的第四、五、六集，并将最早的第四集改名为（A New Hope），最初的三部曲被称为“星際大戰正傳三部曲”。2012年10月，華特迪士尼公司以40.5億美元收購盧卡斯影業，迪士尼公司亦宣布製作星戰新作三部曲，第七部電影《STAR WARS：原力覺醒》在英國拍摄，已於2015年12月上映。之后的两部《星球大战：最后的绝地武士》和《星球大战：天行者崛起》，分别于2017年12月15日和2019年12月21日在北美上映。迪士尼公司推出的七、八、九集，被称为“星際大戰後傳三部曲”。
该片描写，在很久以前，一个遥远的銀河系，肩负正义使命的绝地武士与帝國邪恶黑暗势力作戰的故事。绝地武士是一群有着非凡天赋的人，經由各种筛选，他们在幼年即开始接受嚴格特殊训练，其宗旨是认识和使用“原力”（Force）。训练有素的绝地武士有極強的意志力，可以使用无所不在的“原力”來維護銀河系的和平。例如，影響意志較弱的人的思想，甚至預感将要发生的事情。绝地武士也有着非凡的戰鬥力。
故事以三條主線貫穿：銀河共和國被政治陰謀篡權為銀河帝國引發不滿而引起內戰，不滿的共和國擁護者揭竿而起，建立反抗軍與帝國軍互相對抗、絕地武士組織的興衰起落、以及天行者家族在大環境下面臨的種種挑戰。本片開啟好萊塢電影商品授權的龐大事業，旗下分別有小說、漫畫、玩具與電玩遊戲等相關周邊產業，系列中每部電影，小說與電玩遊戲，皆以“很久以前，在一個遙遠的銀河系……”（A long time ago in a galaxy far, far away...）開頭。
除了電影的故事外，電影之間和前後有動畫、漫畫、小說和電視遊戲增加情節，星際大戰的銀河歷史可以追溯到六部曲前超過二萬五千年，和其後三十餘年至百多年後，而且至今仍然擴增。這些電影外的故事均稱為「擴充宇宙」（Expanded Universe），意思為擴充了的原有故事世界。例如星際大戰：複製人之戰系列動畫是《複製人全面進攻》及《西斯大帝的復仇》間發生的故事；《星際大戰：反抗軍起義》則皆接續《西斯大帝的復仇》訴說《曙光乍現》之前的事件等；複製人之戰系列動畫故事的角色設定及經過，都有顯示在《西斯大帝的復仇》。安納金·天行者右臉留下的傷疤以及格里弗斯將軍（General Grievous）的出現等就是從卡通而來。

## 電影
《星際大戰》是美國導演喬治·盧卡斯所製作拍攝的一系列科幻電影，同時也是該系列中最早拍攝的第四集最初的片名，其後採取插敘法，先拍正傳四至六集，再拍前傳一至三集，最後才拍後傳七至九集。九部電影合稱為《天行者傳奇》系列。
| 電影                       | 美國上映日期   | 導演          | 編劇                                   | 故事                                                     | 監製                                         |
| 正傳三部曲                 | 正傳三部曲     | 正傳三部曲    | 正傳三部曲                             | 正傳三部曲                                               | 正傳三部曲                                   |
| -------------------------- | -------------- | ------------- | -------------------------------------- | -------------------------------------------------------- | -------------------------------------------- |
| 《四部曲：曙光乍現》       | 1977年5月25日  | 喬治·盧卡斯   | 喬治·盧卡斯                            | 喬治·盧卡斯                                              | 蓋瑞·庫爾茲                                  |
| 《五部曲：帝國大反擊》     | 1980年5月21日  | 爾文·克許納   | 李·布拉凱特＆勞倫斯·卡斯丹             | 喬治·盧卡斯                                              | 蓋瑞·庫爾茲                                  |
| 《六部曲：絕地大反攻》     | 1983年5月25日  | 理查·馬昆     | 勞倫斯·卡斯丹＆喬治·盧卡斯             | 喬治·盧卡斯                                              | 霍華德·卡贊金                                |
| 前傳三部曲                 |                |               |                                        |                                                          |                                              |
| 《首部曲：威脅潛伏》       | 1999年5月19日  | 喬治·盧卡斯   | 喬治·盧卡斯                            | 喬治·盧卡斯                                              | 瑞克·麥考倫                                  |
| 《二部曲：複製人全面進攻》 | 2002年5月16日  | 喬治·盧卡斯   | 喬治·盧卡斯＆喬納森·黑爾斯             | 喬治·盧卡斯                                              | 瑞克·麥考倫                                  |
| 《三部曲：西斯大帝的復仇》 | 2005年5月19日  | 喬治·盧卡斯   | 喬治·盧卡斯                            | 喬治·盧卡斯                                              | 瑞克·麥考倫                                  |
| 後傳三部曲                 |                |               |                                        |                                                          |                                              |
| 《七部曲：原力覺醒》       | 2015年12月18日 | J·J·亞伯拉罕  | J·J·亞伯拉罕＆勞倫斯·卡斯丹和麥可·安特 | J·J·亞伯拉罕＆勞倫斯·卡斯丹和麥可·安特                   | 凱斯琳·甘迺迪、J·J·亞伯拉罕 和布萊恩·柏克    |
| 《八部曲：最後的絕地武士》 | 2017年12月15日 | 雷恩·強生     | 雷恩·強生                              | 雷恩·強生                                                | 凱斯琳·甘迺迪和拉姆·伯格曼                   |
| 《九部曲：天行者的崛起》   | 2019年12月20日 | J·J·亞伯拉罕  | 克里斯·泰瑞歐＆J·J·亞伯拉罕            | 德瑞克·康諾利＆柯林·崔佛洛 和克里斯·泰瑞歐＆J·J·亞伯拉罕 | 凱斯琳·甘迺迪、J·J·亞伯拉罕 和蜜雪兒·雷伊萬  |
| 外傳電影                   |                |               |                                        |                                                          |                                              |
| 《俠盜一號》               | 2016年12月16日 | 蓋瑞斯·愛德華 | 克里斯·魏茲＆東尼·格萊                 | 約翰·諾爾＆蓋瑞·惠塔                                     | 凱斯琳·甘迺迪、艾莉森·希阿墨 和賽門·伊曼紐爾 |
| 《韓索羅》                 | 2018年5月25日  | 朗·霍華       | 喬納森·卡斯丹＆勞倫斯·卡斯丹           | 喬納森·卡斯丹＆勞倫斯·卡斯丹                             | 凱斯琳·甘迺迪、艾莉森·希阿墨 和賽門·伊曼紐爾 |

### 未來計劃
| 電影               | 美國上映日期  | 導演        | 編劇                   | 故事                   | 監製                                     | 狀態   |                                    |
| ------------------ | ------------- | ----------- | ---------------------- | ---------------------- | ---------------------------------------- | ------ | ---------------------------------- |
| 《曼達洛人與古古》 | 2026年5月22日 | 強·法夫洛   | 強·法夫洛& Dave Filoni | 強·法夫洛& Dave Filoni | 凱斯琳·甘迺迪、Dave Filoni & Jon Favreau | 後製   | [ 31 ] [ 32 ] [ 33 ]               |
| 《俠盜中隊》       | 待公布        | 派蒂·珍金斯 | 馬修·羅賓森            | 馬修·羅賓森            | 凱斯琳·甘迺迪                            | 開發中 | [ 34 ] [ 35 ] [ 36 ] [ 34 ] [ 37 ] |

## 電視

### 電視劇
| 影集                    | 季數     | 季數     | 集數     | 首播日期       | 首播日期       | 電視網                | 節目統籌／主持人       | 狀態     |          |
| 影集                    | 季數     | 季數     | 集數     | 首映           | 季終           | 電視網                | 節目統籌／主持人       | 狀態     |          |
| 動畫影集                | 動畫影集 | 動畫影集 | 動畫影集 | 動畫影集       | 動畫影集       | 動畫影集              | 動畫影集               | 動畫影集 | 動畫影集 |
| ----------------------- | -------- | -------- | -------- | -------------- | -------------- | --------------------- | ---------------------- | -------- | -------- |
| 《外星一對寶》          | 1        | 13       | 13       | 1985年9月7日   | 1985年11月30日 | ABC                   | 米奇·赫爾曼＆彼得·索德 | 已完結   |          |
| 《外星一對寶》          | 特輯     | 特輯     | 特輯     | 1986年6月7日   | 1986年6月7日   | ABC                   | 米奇·赫爾曼＆彼得·索德 | 已完結   |          |
| 《小奇兵》              | 1        | 13       | 13       | 1985年9月7日   | 1985年11月30日 | ABC                   | 米奇·赫爾曼＆彼得·索德 | 已完結   |          |
| 《小奇兵》              | 2        | 22       | 22       | 1986年9月13日  | 1986年12月13日 | ABC                   | 米奇·赫爾曼＆彼得·索德 | 已完結   |          |
| 《複製人之戰》          | 電影     | 電影     | 電影     | 2008年8月15日  | 2008年8月15日  | 戲院上映              | 戴夫·費羅尼            | 已完結   |          |
| 《複製人之戰》          | 1        | 22       | 22       | 2008年10月3日  | 2009年3月20日  | 卡通頻道              | 戴夫·費羅尼            | 已完結   |          |
| 《複製人之戰》          | 2        | 22       | 22       | 2009年10月2日  | 2010年4月30日  | 卡通頻道              | 戴夫·費羅尼            | 已完結   |          |
| 《複製人之戰》          | 3        | 22       | 22       | 2010年9月17日  | 2011年4月1日   | 卡通頻道              | 戴夫·費羅尼            | 已完結   |          |
| 《複製人之戰》          | 4        | 22       | 22       | 2011年9月16日  | 2012年3月16日  | 卡通頻道              | 戴夫·費羅尼            | 已完結   |          |
| 《複製人之戰》          | 5        | 20       | 20       | 2012年9月29日  | 2013年3月2日   | 卡通頻道              | 戴夫·費羅尼            | 已完結   |          |
| 《複製人之戰》          | 6        | 13       | 13       | 2014年2月15日  | 2014年3月7日   | Netflix               | 戴夫·費羅尼            | 已完結   |          |
| 《複製人之戰》          | 7        | 12       | 12       | 2020年2月21日  | 2020年5月4日   | Disney+               | 戴夫·費羅尼            | 已完結   |          |
| 《反抗軍起義》          | 短片     | 4        | 4        | 2014年8月11日  | 2014年9月1日   | 迪士尼XD              | 戴夫·費羅尼            | 已完結   |          |
| 《反抗軍起義》          | 1        | 15       | 15       | 2014年10月3日  | 2015年3月2日   | 迪士尼XD              | 戴夫·費羅尼            | 已完結   |          |
| 《反抗軍起義》          | 2        | 22       | 22       | 2015年6月20日  | 2016年3月30日  | 迪士尼XD              | 戴夫·費羅尼            | 已完結   |          |
| 《反抗軍起義》          | 3        | 22       | 22       | 2016年9月24日  | 2017年3月25日  | 迪士尼XD              | 賈斯汀·里奇            | 已完結   |          |
| 《反抗軍起義》          | 4        | 16       | 16       | 2017年10月16日 | 2018年3月5日   | 迪士尼XD              | 戴夫·費羅尼            | 已完結   |          |
| 《抵抗勢力》            | 短片     | 12       | 12       | 2018年12月10日 | 2018年12月31日 | 迪士尼頻道            | 賈斯汀·里奇            | 已完結   |          |
| 《抵抗勢力》            | 1        | 21       | 21       | 2018年10月7日  | 2019年3月17日  | 迪士尼頻道            | 賈斯汀·里奇            | 已完結   |          |
| 《抵抗勢力》            | 2        | 19       | 19       | 2019年10月6日  | 2020年1月26日  | 迪士尼頻道            | 賈斯汀·里奇            | 已完結   |          |
| 《瑕疵小隊》            | 1        | 16       | 16       | 2021年5月4日   | 2021年8月13日  | Disney+               | 珍妮佛·高柏特          | 已完結   |          |
| 《瑕疵小隊》            | 2        | 16       | 16       | 2023年1月4日   | 2023年3月29日  | Disney+               | 珍妮佛·高柏特          | 已完結   |          |
| 《瑕疵小隊》            | 3        | 15       | 15       | 2024年2月21日  | 2024年5月1日   | Disney+               | 珍妮佛·高柏特          | 已完結   |          |
| 《視界》                | 1        | 9        | 9        | 2021年9月22日  | 2021年9月22日  | Disney+               | 不適用                 | 已播出   |          |
| 《視界》                | 2        | 9        | 9        | 2023年5月4日   | 2023年5月4日   | Disney+               | 不適用                 | 已播出   |          |
| 《傳說故事》            | 1        | 6        | 6        | 2022年10月26日 | 2022年10月26日 | Disney+               | 戴夫·費羅尼            | 已播出   |          |
| 《傳說故事》            | 2        | 6        | 6        | 2024年5月4日   | 2024年5月4日   | Disney+               | 戴夫·費羅尼            | 已播出   |          |
| 《絕地小武士大冒險》    | 短片     | 6        | 6        | 2023年3月27日  | 2023年4月24日  | YouTube               | Michael Olson          | 已播出   |          |
| 《絕地小武士大冒險》    | 1        | 待定     | 待定     | 2023年5月4日   | TBA            | Disney+ Disney Junior | Michael Olson          | 已播出   |          |
| 動畫微影集              |          |          |          |                |                |                       |                        |          |          |
| 《複製人之戰》          | 1        | 10       | 10       | 2003年11月7日  | 2003年11月20日 | 卡通頻道              | 格恩迪·塔塔科夫斯基    | 已完結   |          |
| 《複製人之戰》          | 2        | 10       | 10       | 2004年3月26日  | 2004年4月8日   | 卡通頻道              | 格恩迪·塔塔科夫斯基    | 已完結   |          |
| 《複製人之戰》          | 3        | 5        | 5        | 2005年3月21日  | 2005年3月25日  | 卡通頻道              | 格恩迪·塔塔科夫斯基    | 已完結   |          |
| 《光點》                | 1        | 8        | 8        | 2017年5月3日   | 2017年9月4日   | YouTube               | 不適用                 | 已完結   |          |
| 《宿命原力》            | 1        | 16       | 16       | 2017年7月3日   | 2017年11月1日  | YouTube               | 凱莉·貝克和戴夫·費羅尼 | 已完結   |          |
| 《宿命原力》            | 2        | 16       | 16       | 2018年3月19日  | 2018年5月25日  | YouTube               | 凱莉·貝克和戴夫·費羅尼 | 已完結   |          |
| 《銀河大冒險》          | 1        | 36       | 36       | 2018年11月30日 | 2019年7月13日  | YouTube               | 喬希·里姆斯            | 已完結   |          |
| 《銀河大冒險》          | 2        | 19       | 19       | 2020年3月13日  | 2020年10月2日  | YouTube               | 喬希·里姆斯            | 已完結   |          |
| 《原力滾滾》            | 1        | 16       | 16       | 2019年8月9日   | 2020年4月1日   | YouTube               | 糸柳英郎               | 已完結   |          |
| 《Galaxy of Creatures》 | 1        | 12       | 12       | 2021年10月14日 | 2021年11月18日 | StarWarsKids.com      | Matt Martin            | 已完結   |          |
| 《Galaxy of Creatures》 | 2        | 12       | 12       | 2023年1月17日  | 2023年2月21日  | StarWarsKids.com      | Matt Martin            | 已完結   |          |
| 《銀河小伙伴》          | 1        | 12       | 12       | 2022年4月12日  | 2022年11月1日  | StarWarsKids.com      | Jason Stein            | 已完結   |          |
| 《禪 古古與小黑炭》     | 短片     | 短片     | 短片     | 2022年11月12日 | 2022年11月12日 | Disney+               | Tomohiko Ishii         | 已完結   |          |
| 真人影集                |          |          |          |                |                |                       |                        |          |          |
| 《曼達洛人》            | 1        | 8        | 8        | 2019年11月12日 | 2019年12月27日 | Disney+               | 強·法夫洛              | 已播出   |          |
| 《曼達洛人》            | 2        | 8        | 8        | 2020年10月30日 | 2020年12月18日 | Disney+               | 強·法夫洛              | 已播出   |          |
| 《曼達洛人》            | 3        | 8        | 8        | 2023年3月1日   | 2023年4月19日  | Disney+               | 強·法夫洛              | 已播出   |          |
| 《曼達洛人》            | 4        | TBA      | TBA      | TBA            | TBA            | Disney+               | 強·法夫洛              | 開發中   |          |
| 《波巴·費特之書》       | 1        | 7        | 7        | 2021年12月29日 | 2022年2月9日   | Disney+               | 強·法夫洛和戴夫·費羅尼 | 已播出   |          |
| 《歐比王·肯諾比》       | 1        | 6        | 6        | 2022年5月27日  | 2022年6月22日  | Disney+               | 黛博拉·周              | 已播出   |          |
| 《安道爾》              | 1        | 12       | 12       | 2022年9月21日  | 2022年11月23日 | Disney+               | 東尼·吉羅伊            | 已播出   |          |
| 《安道爾》              | 2        | 12       | 12       | 待定           | 待定           | Disney+               | 待定                   | 拍攝中   |          |
| 《亞蘇卡》              | 1        | 8        | 8        | 2023年8月      | 2023年10月3日  | Disney+               | 強·法夫洛和戴夫·費羅尼 | 已播出   |          |
| 《侍者》                | 1        | 8        | 8        | 2024年6月4日   | 2024年7月16日  | Disney+               | 萊絲利·海德蘭德        | 已完結   |          |
| 《骨幹小隊》            | 1        | 8        | 8        | 2024年12月2日  | 2025年1月14日  | Disney+               | 強·華茲                | 播出中   |          |
| 《藍道》                | 1        | 待定     | 待定     | 待定           | 待定           | Disney+               | 賈斯汀·西米安          | 開發中   |          |
| 遊戲節目                |          |          |          |                |                |                       |                        |          |          |
| 《絕地聖殿挑戰》        | 1        | 10       | 10       | 2020年6月10日  | 2020年8月5日   |                       | 艾哈邁德·貝斯特        | 已播出   |          |

### 電視電影
| 電影         | 美國播出日期   | 導演               | 編劇                                                                | 故事                                                                | 監製                                         | 電視網   |
| 電視特輯     | 電視特輯       | 電視特輯           | 電視特輯                                                            | 電視特輯                                                            | 電視特輯                                     | 電視特輯 |
| ------------ | -------------- | ------------------ | ------------------------------------------------------------------- | ------------------------------------------------------------------- | -------------------------------------------- | -------- |
| 《假日特輯》 | 1978年11月17日 | 史蒂夫·賓德        | 帕特·普羅夫特、倫納德·里普斯、布魯斯·維蘭奇、羅德·沃倫和米茲·韋爾奇 | 帕特·普羅夫特、倫納德·里普斯、布魯斯·維蘭奇、羅德·沃倫和米茲·韋爾奇 | 喬·雷頓、傑夫·斯塔什、肯·韋爾奇和米茲·韋爾奇 | CBS      |
| 伊娃族電影   |                |                    |                                                                     |                                                                     |                                              |          |
| 《小奇兵》   | 1984年11月25日 | 約翰·科蒂          | 鮑勃·卡勞                                                           | 喬治·盧卡斯                                                         | 托馬斯·G·史密斯和派翠西亞·羅絲·迪格南        | ABC      |
| 《魔星傳奇》 | 1985年11月24日 | 肯·惠特和吉姆·惠特 | 肯·惠特和吉姆·惠特                                                  | 喬治·盧卡斯                                                         | 托馬斯·G·史密斯和伊恩·布萊斯                 | ABC      |

## 中文翻譯

### 中國大陸
目前主流中文翻譯較有規模的是大陸的星際大戰論壇，並於2010年取得黑馬漫畫（Dark Horse）公司授權代理了一系列中文版漫畫。由於早期不論正、盜版大多引用不同時期香港版本，也曾產生譯名混亂的情形，現已改正。

### 臺灣
因為作品跨越年代較長，台灣的中文翻譯名稱並不完全統一，例如八零年代首映時，Force被譯為「原力」，但在九零年代重製版上映時，則被譯為「大力場」（院線）、「氣」（影碟），首部曲又改回「原力」；C-3PO曾譯作「崔皮歐」、R2-D2則是「阿圖」、Darth Vader則是「黑武士」、千年鷹號為「千年蒼鷹號」；Chewbacca起初譯「大毛」、重製版上映變成「楚霸客」，後改「秋巴卡」、「丘巴卡」至今等等。有時候也會出現誤譯的例子，例如絕地組織被稱為Jedi Order，經常被誤譯為「絕地信條」，但其實絕地信條指的是Jedi Code。Jedi Order中的Order是延用自中古世紀的Knight Order（骑士团），因此後期多半稱為「絕地武士團」。
自七部曲開始，為宣傳效果，原「星際大戰」改用英文「STAR WARS」表記。
台灣早期以台大電機馬克士威BBS上的Starwars為較具代表性的非固定成員翻譯團體。

### 香港
亦有相同情形，Force先翻成「柔力」、後改「大能」，最終統一譯「原力」；Luke Skywalker乃「任天行」、Anakin Skywalker為「任晏堅」，後又將「任天行」專指「Skywalker」、再同台譯「天行者」；Leia先後翻作「麗雅」、「莉雅」，尤達最初譯「柔達」等等。
這些混亂情形在星戰前傳三部曲時除片名和事物名稱外，人名全採英文，並溯及舊作一併解決。

## 主要角色
星戰的劇情主要由電影推動，以下介紹以電影角色為主：
- 安納金·天行者（Anakin Skywalker）首部曲由傑克·洛伊德（英语：Jake Lloyd）飾演[71]；二、三部曲由海登·克里斯坦森飾演[72][73]；六部曲由塞巴斯汀·蕭（英语：Sebastian Shaw (actor)）飾演[74]
- 歐比王·肯諾比（Obi-Wan Kenobi / Ben Kenobi）一、二、三部曲由伊旺·麥奎格飾演[71][72][73]；四、五、六部曲由亞歷·堅尼斯飾演[74][75][76]
- 佩咪·艾米達拉（Padmé Amidala）由娜塔莉·波曼飾演[71]
- R2-D2由肯尼·貝克飾演[71][75]
- C-3PO由安東尼·丹尼爾斯飾演[71][75]
- 尤達（Yoda）由法蘭克·歐茲配音（兼任傀儡操演）[71][76]
- 魅使·雲度（Mace Windu）由山繆·傑克森飾演[71]
- 魁剛·金（Qui-Gon Jinn）由連恩·尼遜飾演[71]
- 希夫·白卜庭 / 達斯·西帝（Sheev Palpatine / Darth Sidious）由伊恩·麥德米（英语：Ian McDiarmid）飾演[71][74]
- 杜庫伯爵（Count Dooku）由克里斯多夫·李飾演[72]
- 格里弗斯將軍（General Grievous）由馬修·伍德（英语：Matthew Wood (sound editor)）配音[73]
- 達斯·魔爾（Darth Maul）由雷·帕克飾演[71]
- 路克·天行者（Luke Skywalker）由馬克·漢米爾飾演[75]
- 莉亞·歐嘉納公主（Princess Leia Organa）由嘉莉·費雪飾演[75]
- 韓索羅（Han Solo）由哈里遜·福特飾演[75]；韓索羅：星球大戰外傳 由艾登·艾倫瑞克飾演
- 達斯·維達（Darth Vader）三部曲由海登·克里斯坦森飾演[73]；四、五、六部曲由大衛·普洛斯（英语：David Prose）飾演[74][75][76]；由詹姆士·厄爾·瓊斯配音[74]
- 丘巴卡（Chewbacca）由彼得·梅修（英语：Peter Mayhew）飾演[73][75]
- 蘭度·卡里遜（Lando Calrissian）由比利·迪·威廉斯飾演[76]
- 芮（Rey）由黛西·蕾德莉飾演[77]
- 芬恩（Finn / FN 2187）由約翰·波義加飾演[77]
- 凱羅·忍（Kylo Ren）由亞當·崔佛飾演[77]

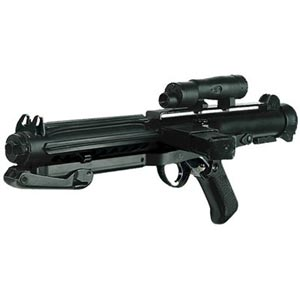
E-11爆能枪

光劍

## 船舰

### 反抗军 & 抵抗勢力 & 新共和國
- 千年鷹號：韓·蘇洛從藍多·卡瑞辛手上贏過來，經高度改裝的Corellian YT-1300型運輸機
- X翼戰機：主力戰機
- A翼戰機：高速戰機、裝甲薄弱
- B翼戰機：重火力戰機
- Y翼戰機：輕型轟炸機、護衛機
- Z-95獵頭者戰機
- Snowspeeder：雪地戰機
- Corellian：小型護衛艦；莉亞公主運送死星藍圖的偷渡艦-坦地夫四號（TantiveⅣ），也是這種型號
- 蒙·卡拉马里星际巡洋舰
- 蒙·卡瑪力護衛艦
- CC-7700護衛艦（Fragata） （页面存档备份，存于）
- CC-9600護衛艦（Fragata） （页面存档备份，存于）
- 尼布隆B型醫療護衛艦
- 尼布隆C型醫療護衛艦
- 尼布隆B2型護衛艦（Fragata Nebulón-B2） （页面存档备份，存于）
- MC-30c護衛艦（Fragata MC30c） （页面存档备份，存于）
- CR90科瑞利安巡航艦（Corellian Corvette） （页面存档备份，存于）
- 日冕級護衛艦
- GR-75 medium transport：中型運輸艦
- Outrider：先驅者號，Corellian運輸機（型號：YT-2400）
- T-16 Skyhopper：躍空號戰機
- 滅星者
- Starhawk-class battleship：星鷹級戰艦
- Defender class cruiser

### 银河帝国 & 第一軍團
- 死星一號（Death Star I)
- 死星二號（Death Star II )
- V翼戰機
- Y翼戰機
- 鈦战机
- 尼布隆B型醫療護衛艦
- 滅星者
- 弑星者基地(Starkiller Base)
- 復活級戰鬥巡洋艦(Resurgent-class battle cruiser)
- 第4代命令者級圍攻型無畏艦(Mandator-IV class Seige dreadnaught)

### 銀河共和國
- 领事级太空巡洋舰(Consular-Class cruiser)
- 歡呼者級强袭運輸艦（Acclamator-class assault ship)
- 狩獵者級滅星艦（Venator-class Star Destroyer)
- V-19奔流戰機：主力戰機
- Y翼戰機：輕型轟炸機、護衛機
- 克隆人Z-95猎头者（Clone Z-95 starfighter)：主力戰機&重火力戰機
- ARC-170星际战机：主力戰機&重火力戰機、護衛機
- V翼戰機：護衛戰機&主力戰機

#### 那卜
- 那卜N-1星際戰機：防禦戰機&護衛戰機

#### 絕地
- Delta-7「蒼穹之魂」絕地戰機﹝Delta-7 Aethersprite Jedi starfighter﹞：輕型攔截戰機
- 安纳金·天行者改装的绝地星际战斗机“蔚藍天使”﹝Anakin Skywalker's customized Jedi starfighter“Azure Angel” ﹞：輕型重火力攔截戰機
- 埃塔-2“阿克蒂斯”截擊機（Eta-2 Actisinterceptor，通稱“絕地截擊機”）：輕型重火力攔截戰機

### 貿易聯邦&獨立聯邦
- 貿易聯邦戰艦
- 禿鷹機器人:可變形機器戰機
- 吉奥诺西斯星际战机﹝Geonosian starfighter﹞:防禦戰機
- 吉諾西恩扇刃戰機﹝Geonosian Fanblade starfighter﹞:戰機
- 硬質星級星際運輸艦
- 壯麗級星級護衛艦
- Recusant級輕型驅逐艦
- 征服者級重型巡洋艦(Subjugator-class heavy cruiser)
- 機器人三聯戰機

## 迴響

### 票房表現
星際大戰系列電影僅次於漫威電影宇宙系列電影，在全球系列電影票房排行中位居第二，共計收穫票房超過100億美元。

### 星战庆典
星战庆典（Star Wars Celebration）诞生于1999年，当时是在丹佛落基山航空航天博物馆举行，为的是给第一部星战前传造势。效果出乎意料的好，超过2万名星战粉丝瞬间被召唤了出来。自此，星战庆典曾先后在东京、伦敦、奥兰多、安纳海姆等多个地方举行，但因为星战新片不定期上映的节奏，这个活动也显得不那么固定。新片的预告片会在这里最先放出，一些重要讨论会在线直播，现场还会有演员的见面和签名会、机器人大赛、Cosplay大赛，用蔬菜雕刻展示的艺术家，以及基于星战中的形象艺术作品展示和现场纹身。

### 星战日--五月四日
May the Force be with you與英文五月四日諧音。

### 绝地教
2001年人口统计的时候，英国有39万人将“绝地教”（Jediism）填在自己的“宗教”一列。

### 時裝界影響
2017年有專欄文章指出星球大戰成為時裝界的設計靈感來源，至今仍在影響時裝界。
2017年，《原力覺醒》和《最後絕地武士》的戲服設計師 Michael Kaplan 最近接受訪問時披露電影中莉亞公主的斗篷，背後的創作靈感來自英女皇伊莉莎白二世。

## 参見
- 星際大戰人物列表
- 星際大戰星球列表
- 星際大戰物種列表
- 星球大戰武器列表
- 星球大戰年表
- 星球大戰：銀河邊緣

## 備註
1. 1 2 3 4 5 6  當前譯名為暫定名稱，以便查詢。盧卡斯影業仍未公佈官方英文片名或正式譯名。

## 外部連結
- 官方网站
- 星際大戰的Facebook專頁
- 星際大戰的X（前Twitter）
- 星際大戰的新浪微博
- 《STAR WARS INFOGRAPHIC》
- YouTube上的星際大戰頻道
- 星球大戰台灣 （页面存档备份，存于） - YouTube
- 星球大戰香港 （页面存档备份，存于） - YouTube
- 中的“星際大戰”